# Moké
Pour les articles homonymes, voir Moke.
Moké (ou Moke, acronyme de Monsengwo Kejwamfi, son nom de naissance) est un peintre congolais (RDC), né à Ibe (province de Bandundu) en 1950 et mort le 26 septembre 2001 à Kinshasa. 
Avec Cheri Samba, Chéri Chérin et d'autres peintres de l'école de Kinshasa comme Cheik Ledy, Tshibumba Kanda et Sim Simaro, il est l'un des meilleurs chroniqueurs de la vie congolaise contemporaine. Autodidacte souvent considéré comme un peintre naïf, lui-même se définit comme « peintre-journaliste » ou même  « grand maître de la peinture populaire », selon une inscription écrite sur un mur, quand il n'était encore qu'un artiste de la rue.

## Biographie
Il arrive à Kinshasa vers l'âge de dix ans. Dépourvu de moyens d'existence, il se voit réduit au vagabondage. Le suicide le tente. Et c'est pour survivre qu'il commence à peindre sur des cartons, après avoir croisé les peintures naïves des nombreux artistes qui exposent dans les rues de Kinshasa. Mobutu remarque en 1965 un tableau le représentant lui-même en général saluant la foule et offre au jeune Moké une bourse qui lui permet de continuer à peindre. En 1973, Haffner, l'animateur du Centre culturel français devient son mécène. Sa participation au Festival de Berlin Horizonte 79, les expositions au Centre culturel français et au Goethe-Institut de Kinshasa commencent à établir sa réputation artistique. Depuis les années 1990 et plus encore après sa mort, ses œuvres sont représentées dans la plupart des grandes expositions consacrées à l'art contemporain africain.

## Sa peinture
Comme beaucoup de peintres africains contemporains, il utilise de la peinture industrielle par goût des couleurs vives et brillantes. Dans ses scènes de rue (scènes de marché, bistrots, fêtes, danses, manifestations publiques et officielles, défilés militaires), il privilégie les vues panoramiques où de nombreux personnages joufflus et hauts en couleur évoluent joyeusement. Dans ses portraits, les personnages se découpent le plus souvent sur un fond bleu uni. À l'instar d'autres peintres de l'école de Kinshasa, un de ses thèmes préférés est celui de Mami Wata, la sirène de la mythologie populaire africaine. Pour Moké, elle représente la femme libérée, parfois même la prostituée dominatrice. Il aime la représenter dans toutes sortes d'attitudes et, à  travers elle, élargit son œuvre aux dimensions de l'imaginaire et du phantasme. Ainsi, à propos d'un tableau intitulé Moké n'a pas d'argent (1991), Joëlle Busca commente : « Les corps des femmes se dressent, flottant, entre frayeur et extase, dans une immatérialité bleue alors que le peintre chaussé de mâchoires animales et masqué de blanc maîtrise un volant sans voiture. Il y a un effet de surgissement, une distorsion du réel, une assurance plastique, une inventivité qui le tirent au-delà de la communauté des peintres chroniqueurs et font de lui un peintre à part entière, malgré l'aspect convenu de nombre de ses toiles et une production surabondante de qualité très inégale ».

## Expositions principales
- 2019 - "Congo Paintings", Musée des Arts d'Afrique et d'Asie de Vichy, France.
- 2018 - "Congo Paintings, une autre vision du monde", Musée Africain de Namur, Belgique.
- 2016 - " Songeries et réjouissances ", Collection Philippe Pellering & Boris Vanhoutte, Musée Africain de Namur, Musée du Masque de Binche, Belgique.
- 2014 - Moké, une collection particulière 1991-1992, galerie Espace Lorraine, Bruxelles, Belgique.
- 2011 - Japancongo, Le Magasin, Grenoble, France.
- 2010 - African Stories, Marrakech Art Fair, Marrakech, Maroc.
- 2008 - Popular Painting from Kinshasa, Tate Modern, Londres, GB.
- 2006 - 100% Africa, Musée Guggenheim (Bilbao), Espagne.
- 2005 - Arts of Africa, Grimaldi Forum, Monaco, France.
- 2005 - African Art Now : Masterpieces from the Jean Pigozzi Collection, Musée des beaux-arts de Houston, Houston, États-Unis.
- 2004 - Peinture populaire congolaise, ADEIAO, Centre d’Études Africaines, Maison des sciences de l’homme, Paris, France.
- 2003 - Kin Moto na Bruxelles, Hôtel de ville de Bruxelles, Belgique.
- 2003 - Regards Croisés, La Galerie d’Art de Creteil, Créteil, France.
- 2003 - Der Rest der Welt, Neuffer am Park, Pirmasens, Allemagne.
- 2002 - Monsenguro Kejwamfi dit Peintre Moke « Grand maître de la peinture zaïroise »,  Musée d'Art moderne et contemporain (Genève), Suisse, (solo).
- 2002 - Kinshasa, Congo, Moke, Cheri Samba, Rigobert; Espace Croisé, Centre d'art contemporain de Roubaix, France.
- 2002 - Afrique dans les murs, Les Naufragés du Temps, Saint-Malo, France (solo).
- 2001 - Un Art Populaire, Fondation Cartier pour l'art contemporain, Paris, France.
- 1997 - "Ecole de Kinshasa", Galerie Peter Herrmann, Stuttgart, Allemagne
- 1996 - Bomoi Mobimba Toute la vie, 7 artistes zaïrois, Collection Lucien Bilinelli,  Centre d'art contemporain, Palais des Beaux-Arts de Charleroi, Belgique.
- 1995-1996 - An Inside Story : African Art of our Time Beyong Art, Setagaya Art Museum, Tokyo; The Tokushima Modern Art Museum; Himeji City Museum of Art; Koriyama City Museum of Art; Marugame Inokuma-Genichiro Museum of Contemporary Art; The Museum of fine Art, Gifu, Japon.
- 1993-1994 - Skizzen eines Projektes, Afrika Im Ludwig Forum für Internationale Kunst,  Ludwig, Allemagne.
- 1992 - Out of Africa, Galerie Saatchi, Londres, G.B.
- 1991-1992 - Africa Hoy/Africa Now, Centro Atlantico de Arte Moderno, Las Palmas de Gran Canaria; Cultural Center and Contemporary Art, Mexico City; Groningen Museum, Groningen, Hollande.
- 1991 - Ny Afrikansk Billedkunst Rundetarn, Copenhague, Danemark.
- 1985 - Peintre Populaires du Zaire; L'art vivant d'Afrique Centrale, Université de Montréal, Marius-Barbeau Museum, Gallery Trompe-l'œil, Media Center, Québec.
- 1983 - Goethe-Institut, Kinshasa, RDC.
- 1979 - Centre culturel français, Kinshasa, RDC, (solo),
- 1979 - Moderne Kunst aus Afrika, Festival de Berlin Horizante'79, Stautliche Kunsthalle Berlin, Allemagne.
- 1978 - Art Partout, Académie des beaux-arts, CIAF, Kinshasa, RDC.
- 1969 - Première Foire internationale de Kinshasa, RDC.
- 1968 - Exposition artistique et artisanale de Kinshasa, Ministère de la Culture et du Tourisme, Parc de la Révolution, Kinshasa, RDC.